# Epicteto
Epicteto, o Epícteto, (en griego: Επίκτητος [Epíktētos], ‘adquirido’; Hierápolis, 55-Nicópolis, 135) fue un filósofo griego de la escuela estoica que vivió parte de su vida como esclavo en Roma. Hasta donde se sabe, no dejó obra escrita, pero de sus enseñanzas se conservan un Enquiridión (Ἐγχειρίδιον) o Manual y sus Disertaciones (Διατριβαί), escritos ambos por su discípulo Flavio Arriano, así como algunos fragmentos.

## Biografía
Epicteto nació en el año 55 en Hierápolis de Frigia (actualmente Pamukkale, en el sudoeste de Turquía), a unos 6 km al norte de Laodicea. En su infancia llegó a Roma como esclavo del liberto Epafrodito, que a su vez había servido como secretario del emperador Nerón; a instancias de Epafrodito, estudió con el filósofo estoico Musonio Rufo.
La fecha de la manumisión de Epicteto es incierta; se sabe que alrededor del año 93 fue exiliado, junto con los restantes filósofos residentes en Roma, por el emperador Domiciano. Se trasladó a Nicópolis, en el noroeste griego, donde abrió su propia escuela, adonde concurrieron numerosos patricios romanos. Entre ellos se contaba Flavio Arriano, que llegaría a ser un respetado historiador bajo Adriano y conservaría el texto de las enseñanzas de su maestro. La fama de Epicteto fue grande, mereciendo —según Orígenes— más respeto en vida del que había gozado Platón.
Epicteto fundó su escuela en Nicópolis, a la que se dedicó plenamente, pues él, a imitación de Sócrates, uno de sus modelos, no escribió nada. Las enseñanzas de Epicteto tenían su base en las obras de los antiguos estoicos; se sabe que se aplicó a las tres ramas de la filosofía en la tradición de la Stoa: lógica, física y ética. Sin embargo, los textos que se conservan tratan casi exclusivamente de ética. Según ellos, el papel del filósofo y maestro estoico consistiría en vivir y predicar la vida contemplativa, centrada en la noción de eudaimonía ('felicidad'). La eudaimonía, según la doctrina estoica, sería un producto de la virtud, definida mediante la vida acorde a la razón. Además del autoconocimiento, la virtud de la razón estoica consiste en la ataraxia ('imperturbabilidad'), apatía ('desapasionamiento') y las eupatías ('buenos sentimientos'). El conocimiento de la propia naturaleza permitiría discernir aquello que el cuerpo y la vida en común exigen del individuo; la virtud consiste en no guiarse por las apariencias de las cosas, sino en guiarse para todo acto por la motivación de actuar racional y benevolentemente, y, sobre todo, aceptando el destino individual tal como ha sido predeterminado por Dios (Zeus).
Entre lo poco que se conoce de la física de Epicteto está su noción de la naturaleza de la inteligencia, a la que consideraba —de manera materialista— una penetración del cuerpo intangible de dios en la materia. Todos los seres participarían de la naturaleza divina, en cuanto esta es la que impone las formas esenciales al caos de la materia; la racionalidad del hombre le permitiría una forma más alta, autoconsciente de participación. Uno de los puntos en los que Epicteto hace más hincapié es en la idea de que el estudio de la filosofía «no es un fin en sí mismo, sino un medio necesario para aprender a vivir conforme a la naturaleza». Epicteto confía en que sus discípulos aprendan por encima de todo, a comportarse de acuerdo a los principios que estudian, es decir, distinguiendo lo que depende del albedrío de lo que no depende de él, y actuando en consecuencia, preocupándose por lo primero y despreciando lo segundo.

## Filosofía
Epicteto propuso dos modelos: Sócrates y Diógenes. Para él, estos dos personajes representan el modelo del sabio estoico, conocedor de la verdad, imperturbable, siempre acertado en sus juicios y sus comportamientos, modelos que Epicteto se consideró incapaz de alcanzar y que difícilmente alcanzarían sus discípulos.[cita requerida]

## Obras
- Enquiridión o Manual[6]
- Disertaciones por Arriano
- Fragmentos menores